# AggieCon
AggieCon es la más grande y antigua convención de ciencia ficción estudiantil de Estados Unidos; se realiza anualmente desde el año 1969, y es organizado por el Cepheid Variable en el Memorial Student Center de la Universidad de Texas A&M. Desde su primera versión, ha crecido hasta convertirse en una de las convenciones más grandes del estado de Texas; además, fue la primera convención en su tipo en ser patrocinado por una universidad o una organización universitaria afiliada a una universidad.
La convención es conocida por su ambiente relajado, donde los invitados y visitantes pueden reunirse y conversar en los sofás situados fuera de las salas de distribuidores y de los salones de exposición. Los tópicos de AggieCon van desde la ciencia ficción hasta la fantasía y el horror, abarcando a la literatura, artes gráficas y medios de comunicación en general. Dentro de las actividades que incluye este evento se encuentran: mesas redondas, concursos de disfraces, el salón The Rocky Horror Picture Show, muestras de arte y juegos —incluyendo rol en vivo—, entre otros.
Algunos exmiembros del Cepheid Variable han llegado a convertirse en escritores de ciencia ficción/fantasía, entre lo que se puede mencionar a Martha Wells, Jayme Blaschke, y Steven Gould.

## Lista de AggieCon
|         | Año  | Invitado(s) de Honor | Notas                                           |
| ------- | ---- | --- | ----------------------------------------------- |
| I       | 1969 | Harlan Ellison | Se llamó Science Fiction Week                   |
| II      | 1970 | Ninguno | Se llamó Cepheid Comics and Trade Convention    |
| III     | 1972 | Ninguno | Primera convención denominada AggieCon,         |
| IV      | 1973 | Jack Williamson, Chad Oliver, Robert E. Vardeman y Joe Pumilia                                                                      |                                                 |
| V       | 1974 | Harlan Ellison, Keith Laumer y Howard Waldrop                                                                                       |                                                 |
| VI      | 1975 | Larry Niven y Fuzzy Pink" Niven (Fan)                                                                                               |                                                 |
| VII     | 1976 | Anne McCaffrey |                                                 |
| VIII    | 1977 | Fred Pohl |                                                 |
| IX      | 1978 | Damon Knight, Wilson "Bob" Tucker, Alan Dean Foster, Geo. W. Proctor y Bob Vardeman                                                 |                                                 |
| X       | 1979 | Theodore Sturgeon, Boris Vallejo y Wilson "Bob" Tucker                                                                              |                                                 |
| XI      | 1980 | Poul Anderson, Jack Williamson, Katherine Kurtz y Frank Kelly Freas                                                                 |                                                 |
| XII     | 1981 | Joe Haldeman, Alicia Austin y C.J. Cherryh                                                                                          |                                                 |
| XIII    | 1982 | Roger Zelazny, Brian Aldiss, Vincent Di Fate y Fred Saberhagen                                                                      |                                                 |
| XIV     | 1983 | Harry Harrison, Michael Whelan, Stephen R. Donaldson y Chad Oliver                                                                  |                                                 |
| XV      | 1984 | L. Sprague de Camp, Catherine Crook de Camp, Don Maitz, Wilson "Bob" Tucker y James P. Hogan                                        |                                                 |
| XVI     | 1985 | John Varley, James Christensen, Ed Bryant y Patricia McKillip                                                                       |                                                 |
| XVII    | 1986 | George R. R. Martin, Frank Kelly Freas, Orson Scott Card, Howard Waldrop y Kerry O'Quinn                                            | Martha Wells fue la presidenta de la convención |
| XVIII   | 1987 | Ben Bova, Christopher Stasheff, Rowena Morrill, Steve Gould y Kerry O'Quinn                                                         |                                                 |
| XIX     | 1988 | Joe Haldeman, Katherine Kurtz, Bob Eggleton y Kerry O'Quinn                                                                         |                                                 |
| XX      | 1989 | Walter Koenig, Spider Robinson, Jeanne Robinson y Octavia Butler                                                                    |                                                 |
| XXI     | 1990 | Walter Koenig y Richard Pini |                                                 |
| XXII    | 1991 | Fred Saberhagen, Keith Parkinson y Larry Elmore                                                                                     |                                                 |
| XXIII   | 1992 | David Drake, Barbara Hambly, Julius Schwartz, Real Musgrave y Kerry O'Quinn                                                         |                                                 |
| XXIV    | 1993 | Peter David, Michael Moorcock, Wendy Pini y Charles M. Brown                                                                        |                                                 |
| XXV     | 1994 | Greg Bear, Lois McMaster Bujold, Charles de Lint, Julius Schwartz, Frank Kelly Freas y Laura Brodian Kelly-Freas                    |                                                 |
| XXVI    | 1995 | John Byrne |                                                 |
| XXVII   | 1996 | Bernie Wrightson, Nancy Collins, Joe Christ, Dave Wolverton, Kerry O'Quinn, Richard Biggs, Kevin J. Anderson, Rebecca Moesta y Gwar |                                                 |
| XXVIII  | 1997 | Brian Stelfreeze |                                                 |
| XXIX    | 1998 | Robert Asprin, Joe R. Lansdale, Tad Williams, Phil y Kaja Foglio, Garth Ennis y John McCrea                                         |                                                 |
| XXX     | 1999 | Bruce Sterling, Larry Elmore, Nigel Bennett y Ted Raimi                                                                             |                                                 |
| XXXI    | 2000 | Harlan Ellison, Terry Pratchett y Tim Bradstreet                                                                                    |                                                 |
| XXXII   | 2001 | Charles de Lint, Melanie Rawn, Martha Wells y Julie Caitlin Brown                                                                   | El director de la convención fue Yaru Liu       |
| XXXIII  | 2002 | Neil Gaiman, Charles Keegan, Joe R. Lansdale, John Lucas, Brian Stelfreeze, y Karen Lansdale                                        | El director de la convención fue Yaru Liu       |
| XXXIV   | 2003 | Virginia Hey, Lani Tupu, Ruth Thompson y Peter David                                                                                |                                                 |
| XXXV    | 2004 | Jacqueline Carey y Todd McCaffrey                                                                                                   |                                                 |
| XXXVI   | 2005 | Michael Moorcock, Elizabeth Moon y Red vs. Blue                                                                                     |                                                 |
| XXXVII  | 2006 | Steven Brust, James Charles Leary, Peter Mayhew y Brian Stelfreeze                                                                  |                                                 |
| XXXVIII | 2007 | Gene Wolfe, James O'Barr, Richard Hatch y Ruth Thompson                                                                             |                                                 |
| XXXIX   | 2008 | Ellen Muth |                                                 |
| XL      | 2009 | Todd McCaffrey, Kristen Perry y Jennifer Rhodes                                                                                     |                                                 |
| XLI     | 2010 | Steven Gould, David Lee Anderson, Martha Wells, Ellen Datlow, Selina Rosen, Marv Wolfman (medios) y Noel Wolfman                    |                                                 |